# Georges Goyau
Pour les articles homonymes, voir Léon Grégoire (homonymie) et Grégoire.
Pierre Louis Théophile Georges Goyau, né le 31 mai 1869 à Orléans et mort le 25 octobre 1939 à Bernay, est un historien et essayiste français, spécialiste de l'histoire religieuse. Il a utilisé le pseudonyme Léon Grégoire.

## Biographie
Fils de Louis-Pierre Goyau (1829-1903), vétérinaire principal de 1re classe de l'armée, professeur d'hippologie aux écoles militaires de Saint-Cyr et de Saumur, officier de la Légion d'honneur, et de Placide-Joséphine Bezombes, Georges Goyau fait ses études secondaires au lycée d'Orléans, puis vient à Paris au lycée Louis-le-Grand. Il est reçu au concours de l'École normale supérieure.

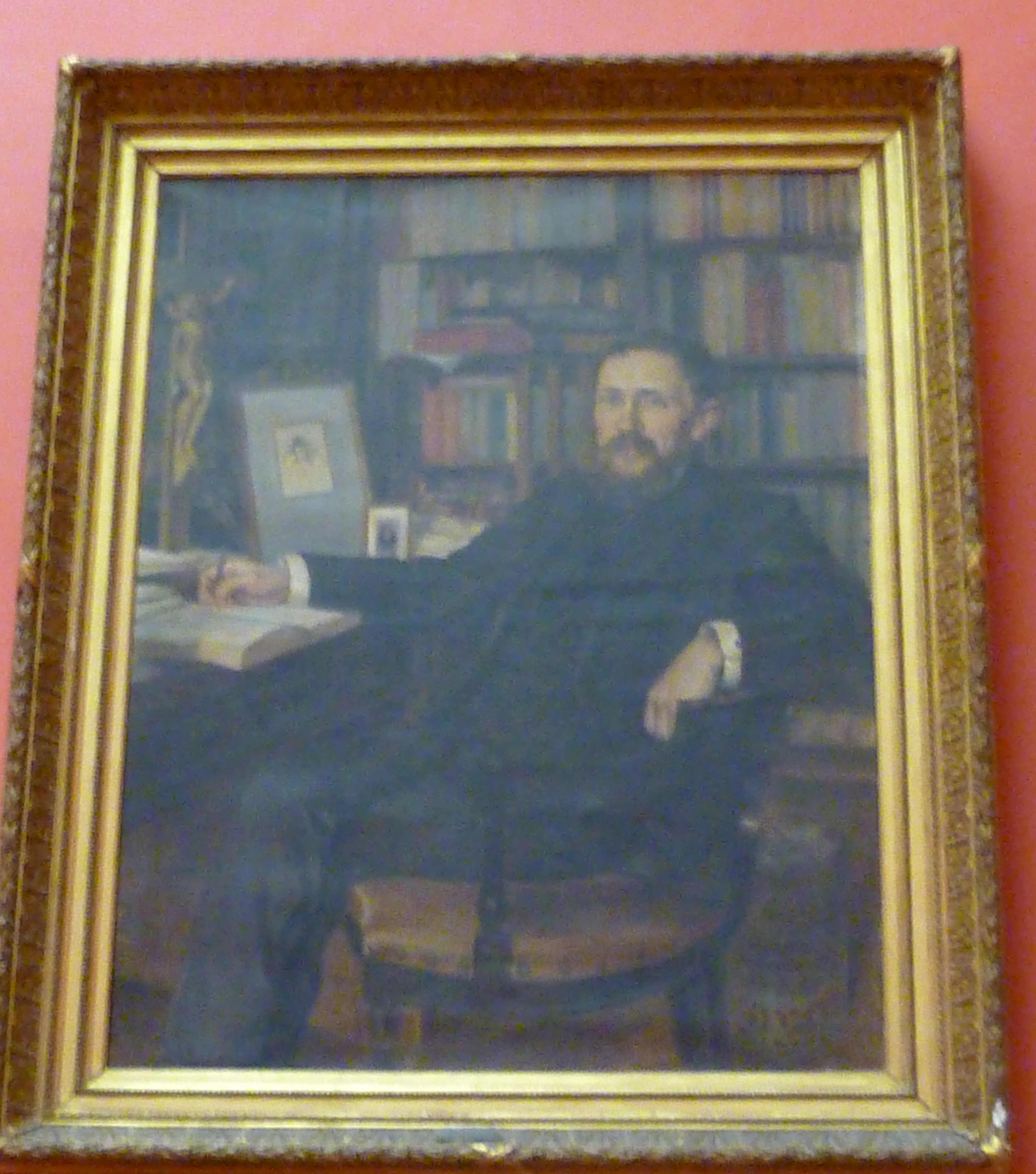
Georges Goyau, tableau de Henri de Nolhac, musée de Bernay.

Reçu premier à l'agrégation d'histoire et géographie en 1891, il devient membre de l’École française de Rome en 1892.
À partir de 1894, il collabore à la Revue des Deux Mondes et publie un grand nombre d'ouvrages sur l'histoire de l'Église catholique, dont L’Allemagne religieuse : le protestantisme et le catholicisme, L’Église libre dans l’Europe libre, Les Origines religieuses du Canada, L’Effort catholique dans la France d’aujourd’hui, Le Catholicisme, doctrine d’action, Le Premier Demi-Siècle de l'apostolat des Picpuciens aux îles Gambier (Beauchesne, Paris. 1928).
L’Académie française lui décerne le prix Bordin en 1898 pour L’Allemagne religieuse : le Protestantisme et le prix Vitet en 1908.
Le 10 novembre 1903 à Paris (16e), il épouse Lucie Faure, fille de l'ancien président de la République Félix Faure puis, après son veuvage, en secondes noces en 1916, la romancière catholique Juliette Heuzey, qui publiera en 1947 un livre sur sa vie et son œuvre. Il n'eut pas d'enfant.
Durant la Première Guerre mondiale, il apporte sa collaboration à l’œuvre de la Croix-Rouge.
Georges Goyau succède au cardinal Baudrillart à la présidence de l'Académie d'éducation et d'études sociales (AES).

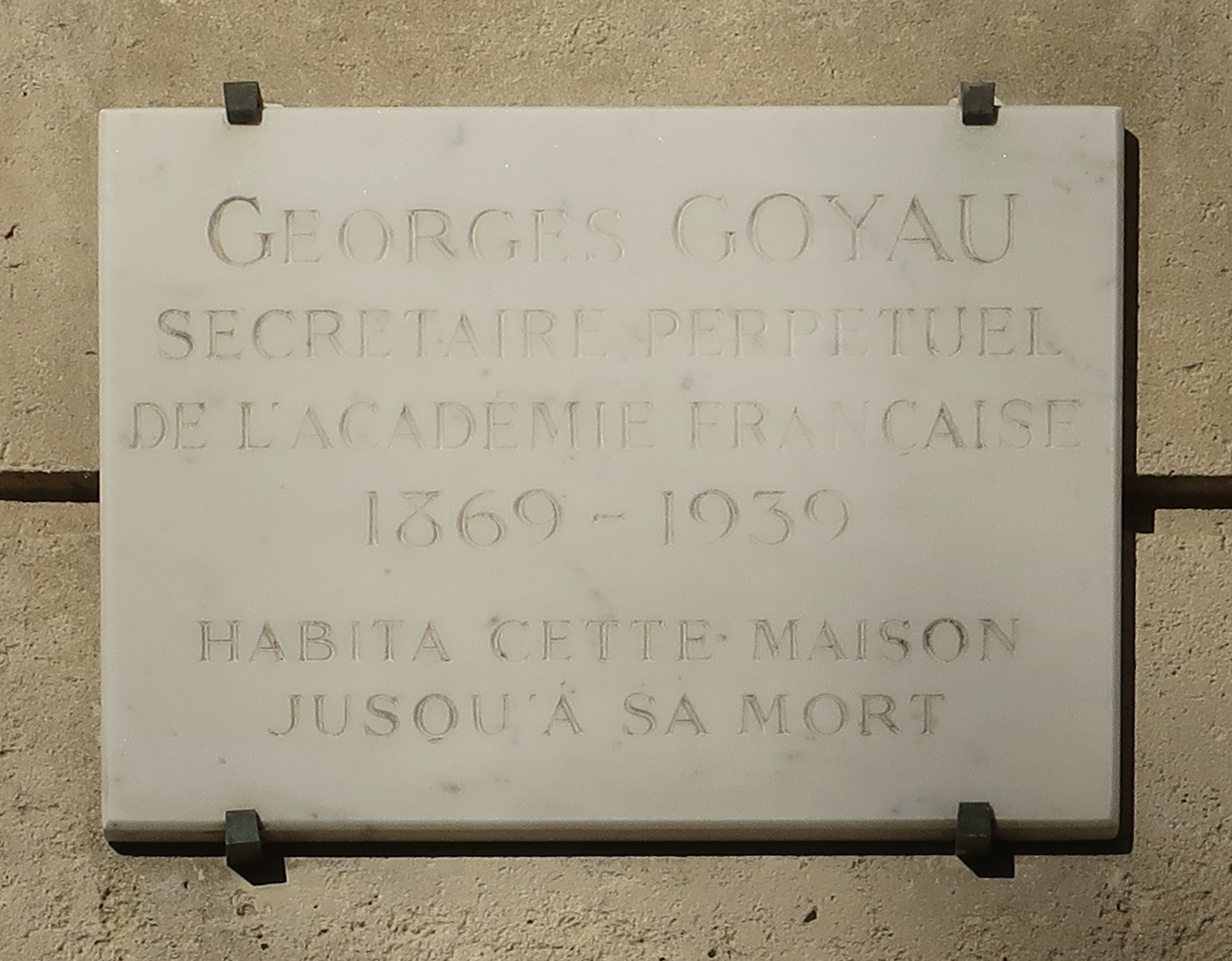
Plaque 20 bis rue Boissière (16e arrondissement de Paris), où il habita.

Le 15 juin 1922, il est élu membre de l'Académie française au onzième fauteuil, obtenant au second tour 15 voix contre 11 à l'écrivain André Rivoire. Le 13 janvier 1938, il en devint le secrétaire perpétuel, mais il le resta peu de temps, mourant moins de deux ans plus tard. Il était commandeur de la Légion d'honneur.
En 1928, il est élu président de la Société libre d'agriculture, sciences, arts et belles-lettres de l'Eure, département où il possède une propriété, au Breuil-en-Auge, où il vit quand il n'est pas à son domicile parisien.
Il est inhumé au cimetière du Père-Lachaise (44e division).

## Hostilité supposée aux francs-maçons
Selon l'essayiste, antisémite et anti-maçon Paul Copin-Albancelli, Georges Goyau, dans son livre L’Idée de Patrie et l’humanitarisme, expliquerait en citant des sources maçonniques que la franc-maçonnerie français a servi les intérêts de la Prusse avant la guerre de 1870 et à l'insu des maçons. Une partie de la documentation utilisée pour cet ouvrage est issue de la bibliothèque d'Arthur Stoven (d), ancien collaborateur de La Vraie France et du Lillois, deux journaux antimaçonniques et antisémites.[réf. nécessaire]

## Publications
- 1891 : Chronologie de l’Empire romain
- 1892 : Du toast à l’Encyclique (avec B. et J. Brunhes)
- 1893 : Le Pape, les Catholiques et la Question sociale (sous le pseudonyme[13] de Léon Grégoire)
- 1894 : Lexique des antiquités romaines (sous la direction de R. Cagnat)
- 1895 : Le Vatican, les Papes et la Civilisation (avec P. Fabre et A. Pératé)
- 1897-1912 : Autour du catholicisme social, 5 vol.
- 1898 : L’Allemagne religieuse : le Protestantisme
- 1899 : La Franc-maçonnerie en France
- 1899-1906 : L’École d’aujourd’hui, 2 vol.
- 1900 : L’Église romaine et les Courants politiques du siècle
- 1900 : Lendemains d’unité : Rome, Royaume de Naples
- 1903 : Les Nations apôtres : vieille France, jeune Allemagne
- 1905-1909 : L’Allemagne religieuse : le Catholicisme, 4 vol.
- 1907 : Jeanne d’Arc devant l’opinion allemande
- 1911-1913 : Bismarck et l’Église. Le Kulturkampf, 4 vol.
- 1913 : L’Idée de patrie et l’Humanitarisme
- 1913 : Essai d’histoire française (1866-1901)
- 1917 : Les Catholiques allemands et l’Empire évangélique
- 1918 : Les Dames de la Charité de Monsieur Vincent
- 1918 : Le Cardinal Mercier, Paris, Éditions Flammarion, coll. « les grands cœurs », 1930, 202 p.
- 1919 : Une Ville-Église : Genève, 2 vol.
- 1919 : L’Église libre dans l’Europe libre
- 1920 : Les Étapes d’une gloire religieuse : Sainte Jeanne d’Arc
- 1921 : Le Catholicisme, doctrine d’action
- 1921 : La Pensée religieuse de Joseph de Maistre
- 1921 : Portraits catholiques
- 1921 : Figurines franciscaines, Paris, Édition Henri Laurens
- 1921 : Précurseurs
- 1921 : Histoire religieuse de la France (sous la direction de Gabriel Hanotaux)
- 1921 : Sainte Mélanie (383-439), Paris, Édition Victor Lecoffre, 1921, 211 p.
- 1922 : Papauté et Chrétienté sous Benoît XV
- 1923 : La Vie des livres et des âmes
- 1923 : Ozanam
- 1923 : Un grand missionnaire : le cardinal Lavigerie
- 1923 : Orientations catholiques
- 1924 : Une épopée mystique : Les origines religieuses du Canada, Éditions Bernard Grasset, 1924, 285 p.
- 1925 : Les Martyrs de la Nouvelle-France : Extraits des Relations et Lettres des missionnaires Jésuites  (avec Georges Rigault), Paris, Éditions SPES, 1925, 283 p.
- 1926 : Le Visage de Rome chrétienne
- 1926 : L’Effort catholique dans la France d’aujourd’hui
- 1927 : Saint Bernard
- 1927 : Mgr Augouard
- 1928 : Saint Louis, Louis de Poissy, Louis de France. Nobles vies, grandes œuvres[14]
- 1928-1936 : L’Église en marche. Études d'histoire missionnaire, 6 volumes, Paris, éd. Spes
- 1929 : Un roman d’amitié entre deux adversaires politiques : Falloux et Persigny[15],
- 1929 : Dieu chez les Soviets
- 1929 : De Constantin au traité de Latran : Rome chrétienne, son visage, son organisation[16]
- 1929 : Un grand “homme” : Mère Javouhey, apôtre des Noirs
- 1932 : Les Prêtres des Missions étrangères[17],
- 1932 : Le Cardinal Lavigerie. Un grand missionnaire., Paris, Éditions Plon, 1932, 271 pages.
- 1933 : Les Grands Desseins missionnaires d'Henri de Solages (1786-1832)
- 1935 : Une fondatrice d’institut missionnaire : Mère Marie de la Passion et les Franciscaines missionnaires de Marie
- 1935 : À la conquête du monde païen, Maison Mame, Tours, 169 pages[18],[19]
- 1936 : Les Sœurs de Notre-Dame des Apôtres
- 1937 : La Congrégation du Saint-Esprit
- 1938 : La Congrégation de la Mission des Lazaristes
- 1938 : La Normandie bénédictine, pirates vikings et moines normands. [20]
- 1940 : Le Christ[21]

## Distinctions
- Commandeur de la Légion d'honneur

### Notices d'autorité
- Ressources relatives à la recherche :   - La France savante
  - Persée
- Ressource relative à la littérature :   - Académie française (membres)
- Ressource relative à la religion :   - Dictionnaire de spiritualité
- Ressource relative aux beaux-arts :   - AGORHA
- Notices dans des dictionnaires ou encyclopédies généralistes :   - Deutsche Biographie
  - Treccani
  - Universalis
- Notices d'autorité :   - VIAF
  - ISNI
  - BnF (données)
  - IdRef
  - LCCN
  - GND
  - Belgique
  - Pays-Bas
  - Pologne
  - Israël
  - NUKAT
  - Vatican
  - Australie
  - Norvège
  - Tchéquie
  - Portugal
  - Grèce
  - WorldCat